# Jakob Spens (1791–1849)
Jakob Melker Spens, född den 24 december 1791 i Gryta socken, Uppsala län, död där den 13 december 1849, var en svensk greve och jurist. Han var son till Carl Gustaf Spens.
Spens blev student vid Uppsala universitet 1802 och promoverades till filosofie magister där 1812. Han blev auskultant i Svea hovrätt sistnämnda år och promoverades till juris doktor 1816. Spens blev häradshövding i Ulleråkers, Hagunda, Vaksala, Bälinge, Rasbo och Lagunda häraders domsaga 1833. Han var ledamot av lagberedningen. Spens innehade Höja fideikommiss.